# Navigazione privata

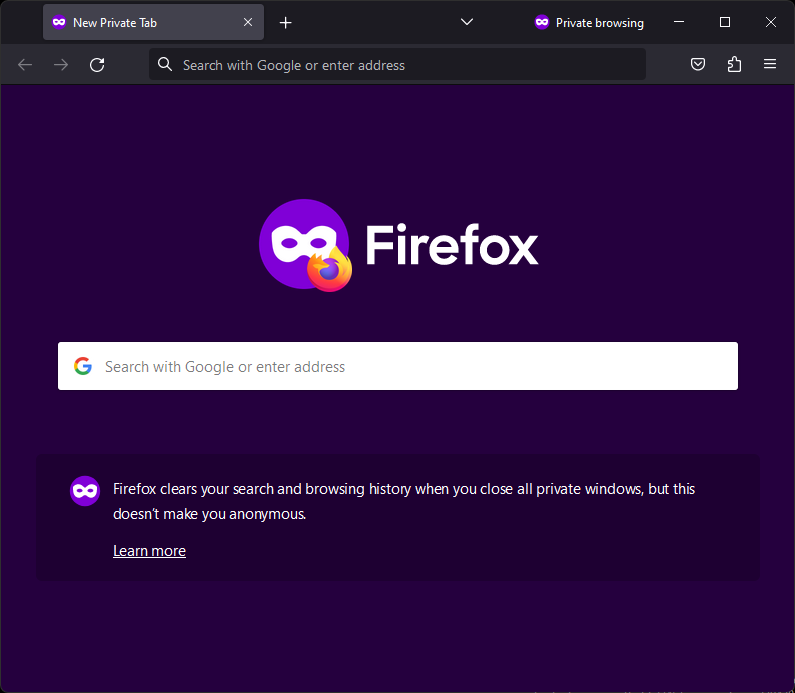
La pagina iniziale per la modalità di navigazione privata nel browser Firefox (2023)

La navigazione privata (in inglese private browsing), anche nota come anonima o in incognito, è una funzione di privacy presente in alcuni browser web.
Con la navigazione privata, il browser crea una sessione temporanea isolata dalla sessione principale e dai dati dell'utente. La cronologia di navigazione non viene salvata e i dati locali associati alla sessione, come i cookie, vengono cancellati alla chiusura della sessione stessa. Le varie implementazioni sono progettate principalmente per impedire che dati e cronologia associati a una particolare sessione di navigazione persistano sul dispositivo o vengano scoperti da un altro utente operante sullo stesso dispositivo.
Le modalità di navigazione privata non proteggono necessariamente gli utenti dal tracciamento di altri siti web o del loro provider di servizi Internet (ISP). Inoltre, esiste la possibilità che tracce identificabili di attività possano trapelare da sessioni di navigazione private tramite falle del sistema operativo, difetti di sicurezza nel browser o estensioni di browser dannose. È stato riscontrato che alcune API HTML5 possano essere utilizzate per rilevare l'attivazione di modalità di navigazione private a causa delle differenze di comportamento.

## Storia
Il browser Safari di Apple è stato uno dei primi rinomati browser web a includere questa funzionalità. Da allora è stata adottata in diversi browser e ha portato alla sua divulgazione nel 2008 da parte delle principali agenzie di stampa e dei siti web di informatica, in riferimento alle versioni beta di Internet Explorer 8. Adobe Flash Player ha introdotto alla versione 10.1 il supporto alle impostazioni del browser in stato di navigazione privata, per quanto riguarda la memorizzazione di oggetti condivisi locali.

## Utilizzi
Gli utilizzi noti delle modalità di navigazione private includono il nascondimento di contenuti indesiderati dalla cronologia di navigazione (come accessi a siti web per adulti), l'esecuzione di ricerche web che non siano influenzate algoritmicamente dalle precedenti abitudini di navigazione o dagli interessi registrati dell'utente, fornendo una sessione temporanea "pulita" a un utente guest (ad esempio quando si utilizza un computer pubblico) e l'utilizzo simultaneo di siti web con più account. La navigazione privata è stata anche utilizzata come mezzo di elusione dei paywall misurati su alcuni siti web.
In un sondaggio del motore di ricerca DuckDuckGo, il 48% dei partecipanti ha rifiutato di rispondere (il ricercatore leader Elie Bursztein ha notato che "i sondaggi non sono chiaramente l'approccio migliore per capire perché le persone utilizzino la modalità di navigazione privata, a causa del fattore imbarazzo"), mentre il 18% ha indicato lo shopping come uso principale delle modalità di navigazione private.

## Supporto nei browser più diffusi
La navigazione privata è conosciuta con nomi diversi nei diversi browser.
| Data             | Browser             | Sinonimo |
| ---------------- | ------------------- | --- |
| 29 aprile 2005   | Safari 4.4          | Navigazione privata (Command⌘ + Maiusc + n)                                                                                          |
| 11 dicembre 2008 | Google Chrome 4.4   | Navigazione in incognito (Ctrl + Maiusc + n oppure ⌘ + Maiusc + n per Mac)                                                           |
| 19 marzo 2009    | Internet Explorer   | InPrivate Browsing (Ctrl + Maiusc + p oppure ⌘ + Maiusc + p per Mac)                                                                 |
| 30 giugno 2009   | Mozilla Firefox 3.5 | Navigazione anonima (Ctrl + Maiusc + p oppure ⌘ + Maiusc + p per Mac)                                                                |
| 2 marzo 2010     | Opera 10.50         | Scheda privata / Finestra privata (Ctrl + Maiusc + n oppure ⌘ + Maiusc + n per Mac)                                                  |
| 18 novembre 2014 | Amazon Silk         | Navigazione privata (scorri dal bordo sinistro dello schermo, quindi tocca Impostazioni e seleziona Accedi alla navigazione privata) |
| 29 luglio 2015   | Microsoft Edge      | InPrivate Browsing (Ctrl + Maiusc + p oppure ⌘ + Maiusc + p per Mac)                                                                 |

## Sicurezza
È un'idea comune sbagliata il fatto che le modalità di navigazione private possano proteggere gli utenti dal tracciamento di altri siti web o dal loro provider di servizi Internet (ISP). Tali entità possono comunque utilizzare informazioni quali indirizzi IP e account utente per identificare in modo univoco gli utenti. Alcuni browser hanno parzialmente risolto questo problema offrendo funzionalità di privacy aggiuntive che possano essere abilitate automaticamente quando si utilizza la modalità di navigazione privata, come la funzione "Tracking Protection" di Firefox per controllare l'uso dei web tracker (che da allora è stato implementato in un "blocco dei contenuti" più ampio, funzione estesa al di fuori della modalità di navigazione privata) e Opera che offre un servizio VPN interno incorporato nel browser.
Nel 2012, dei ricercatori brasiliani hanno pubblicato i risultati di un progetto in cui applicavano tecniche forensi (vale a dire lo strumento di acquisizione dei dati Foremost e il programma Strings) per estrarre informazioni sulle attività di navigazione degli utenti sui browser Internet Explorer e Firefox con la loro modalità privata abilitata. Sono stati in grado di raccogliere dati sufficienti per identificare le pagine visitate e persino ricostruirle parzialmente. Questa ricerca è stata successivamente estesa ai browser Chrome e Safari. I dati raccolti hanno ribadito che le implementazioni in modalità privata dei browser non sono in grado di nascondere completamente le attività di navigazione degli utenti e che i browser in modalità privata lasciano tracce di attività nelle strutture di memorizzazione della cache e dei file relativi al processo di paging del sistema operativo.
Un'altra analisi indipendente sulla sicurezza, condotta da un gruppo di ricercatori dell'Università di Newcastle nel 2014, ha rilevato una serie di potenziali vulnerabilità della sicurezza nell'implementazione delle modalità private su Chrome, Firefox, Internet Explorer e Safari, inclusa quella;
- Le estensioni del browser potrebbero comunque registrare la cronologia se fossero attive in modalità privata. Sebbene Chrome e Firefox tentino di richiedere l'abilitazione delle estensioni su base opt-in per le loro modalità di navigazione privata,[22] un'estensione installata in modalità normale potrebbe apprendere le attività dell'utente in modalità privata misurando l'utilizzo delle risorse informatiche condivise.
- La cancellazione dei dati da parte del solo browser risulta insufficiente. Ad esempio, i record dei siti web visitati durante la sessione privata possono essere conservati a lungo in memoria anche dopo la chiusura della sessione privata. Inoltre, gli stessi record vengono generalmente conservati dal sistema operativo nella cache DNS locale. Infine, i timestamp modificati di alcuni file di profilo salvati sul disco potrebbero rivelare se la modalità privata era precedentemente attivata e quando era accesa.
- È stato riscontrato che i bug del software presenti in alcuni browser compromettono gravemente la sicurezza della modalità privata. Ad esempio, in alcune versioni precedenti di Safari, il browser conservava i record della cronologia di navigazione privata se il programma del browser non veniva chiuso normalmente (ad esempio a causa di un arresto anomalo del programma) o se l'utente agiva per aggiungere un segnalibro nella modalità privata.
- A seconda che la sessione sia in modalità privata o normale, i browser Web presentano in genere interfacce utente e caratteristiche di traffico diverse. Ciò consente a un sito web in remoto di stabilire se l'utente è attualmente in modalità privata, ad esempio controllando il colore dei collegamenti ipertestuali o misurando il tempo di scrittura dei cookie.

I bug e le vulnerabilità della sicurezza nelle estensioni stesse possono anche far trapelare i dati di identificazione personale dalla modalità privata.
Le implementazioni dell'API FileSystem in HTML5 possono essere utilizzate per rilevare gli utenti in modalità privata. In Google Chrome, l'API FileSystem non era disponibile in modalità di navigazione in incognito prima della versione 76. Per evitare l'elusione delle loro politiche di paywall, pubblicazioni come The New York Times hanno utilizzato questo comportamento per rilevare e bloccare gli utenti Chrome che accedono ai loro siti in modalità di navigazione in incognito, richiedendo loro di iscriversi o accedere. Chrome 76 consente di utilizzare l'API FileSystem in modalità di navigazione in incognito; spiegando la modifica, Google ha affermato che la capacità di rilevare l'uso della modalità di navigazione in incognito viola la privacy degli utenti. Tuttavia, è stato successivamente scoperto che le quote di spazio su disco per l'API differivano tra le modalità normale e Incognito, fornendo un altro mezzo per rilevare gli utenti di incognito.